# Kronika Wydarzeń Bieżących
Kronika bieżących wydarzeń (ros. Хроника текущих событий) – radziecki biuletyn informacyjny o represjach politycznych w ZSRR, wydawany przez grupę obrońców praw człowieka w drugim obiegu.
Pierwszą redaktorką była poetka i tłumaczka Natalja Gorbaniewska. Wśród współpracowników „Kroniki” byli również m.in. Siergiej Kowalow, Anatolij Jakobson, Tatiana Wielikanowa, Aleksandr Ławut, Piotr Jakir, Wiktor Krasin i Tatiana Chodorowicz. Biuletyn uzyskiwał informacje do publikacji w sposób prosty i efektywny, rodzący się w znacznej mierze żywiołowo.